# Rehoboth Urbano Oeste
Rehoboth Urbano Oeste es un distrito electoral de la Región de Hardap en Namibia. 
Su población es de 9.201 habitantes.